# Zastava M70 (пистолет)
Застава M70 (ранее известный как M70 CZ (Црвена Застава модель 1970)) — компактный пистолет производства СФРЮ и, позднее, Сербии.

## Описание
M70 был разработан в 1970 году для вооружения сотрудников югославской полиции и армейских офицеров на основе конструкции армейского пистолета Застава M57, но автоматика работает за счёт энергии отдачи свободного затвора. Запирание канала ствола осуществляется массой кожуха-затвора и возвратной пружиной.
По механической прочности, надёжности и устойчивости функционирования в сложных условиях эксплуатации пистолеты М70 существенно уступают пистолетам ПМ советского производства из-за более низкого качества металла.
Пистолет выпускается для гражданского рынка оружия (в том числе на экспорт).

## Варианты и модификации
- M70 - вариант под патрон 7,65×17 мм, с 8-зарядным магазином[1]
- M70K - вариант под патрон 9×17 мм, с 7-зарядным магазином[1]

## Страны-эксплуатанты
- Югославия — находились на вооружении Югославской народной армии и милиции до распада Югославии
- Сербия — 27 января 2015 года министерство обороны Сербии объявило о продаже 9163 шт. 7,65-мм пистолетов М70[3]. Кроме того, пистолеты используются в качестве резервного оружия для полиции

## Дополнительная информация
- на территории бывшей Югославии пистолет известен под неофициальным наименованием «Pčelica» (пчелка)